# Molen bij een plas
Molen bij een plas is een aquarel van de Nederlandse kunstschilder Jan Hendrik Weissenbruch, geschilderd rond 1890. Het toont een typisch Hollands polderlandschap met een molen, bootje en wolkenlucht. Het doek bevindt zich in de collectie van het Museum Boijmans Van Beuningen te Rotterdam.

## Context
Weissenbruch woonde in Den Haag en trok van daaruit vaak de vrije natuur in om er te werken. Meestal zocht hij het daarbij niet zo ver van huis: verder als Nieuwkoop en Noorden kwam hij zelden. Doorgaans maakte hij ter plekke studies en schetsen in zwart krijt, om ze later in zijn atelier uit te werken. Regelmatig werkte hij ook oude tekeningen om tot meer definitieve voorstellingen, die vaak gradueel ontstonden. Zijn tekeningen en aquarellen slingerden dikwijls rond in zijn atelier en werden door hem beschouwd als patiënten: "ik ben de dokter die zijn morgenvisite brengt, Ik voel ze de pols. Tegen de een zeg ik: wacht, ik zal voor jou een zalfje maken waar je helemaal van opknapt. Tegen de ander: vrind, jij hebt lucht nodig en licht". Die laatste aspecten, lucht en water, waren kenmerkend voor zijn aquarellen, met Molen bij een plas als exemplarisch voorbeeld.

## Afbeelding
Molen bij een plas toont een vlak polderlandschap bij Noorden, met aan de horizon een molen, gelegen aan een plas. Een man in een bootje roeit rustig over de stille poldervaart. Het werk is een schoolvoorbeeld van de aquarelleerkunst van de Haagse School: in de grond realistisch, door en door Hollands en primair gericht op het verbeelden van licht en atmosfeer. Het schilderij ademt in alles rust uit. Invoelbaar bij het aanschouwen is dat Weissenbruch een hartstochtelijk visser was.

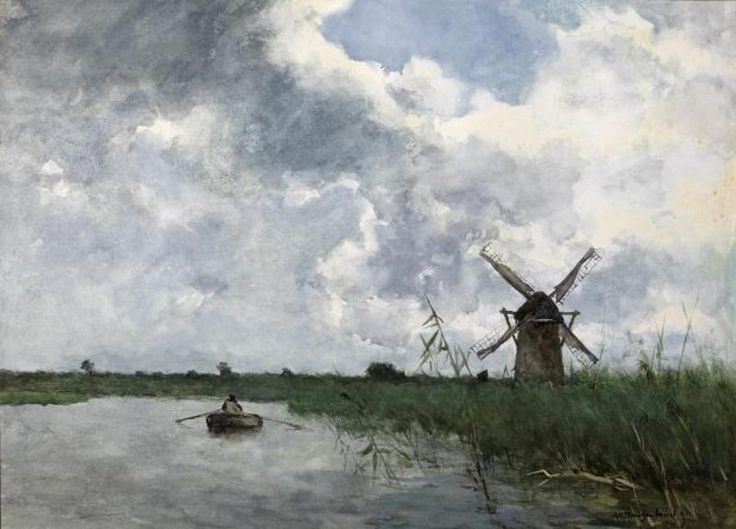
Polderlandschap bij Noorden, vergelijkbaar werk, Groninger Museum.

Weissenbruch geldt binnen de Haagse School bovenal als schilder van weidse luchten. Hollandse schilders kunnen niet genoeg naar de lucht kijken, zo zei hij ooit in een interview: Wij moeten het van boven hebben. Weissenbruch was een bewonderaar van de zeventiende-eeuwse Hollandse meesters. In de weergave van luchten vond hij inspiratie bij Jacob van Ruisdael: indrukwekkende wolkenluchten bij een lage horizon, waarmee ze tot driekwart van het doek innemen. Compositorisch werd hij beïnvloed door Johannes Vermeer, vooral vanwege het natuurlijke evenwicht en het heldere kleurgebruik, zoals dat bijvoorbeeld te zien is in diens Gezicht op Delft. Al deze invloeden zijn herkenbaar in Molen bij een plas, alsook in andere aquarellen uit die tijd.